# Ari de Melo Mosimann
Ari de Melo Mosimann (Blumenau, 4 de junho de 1934) é um administrador e político brasileiro.
Filho de Lia de Melo Mosimann e de Adriano Mosimann. Casou com Clara Pellegrinello. Seu pai foi prefeito de Tubarão em 1946.
Nas eleições de 1962 foi candidato a deputado estadual à Assembleia Legislativa de Santa Catarina, pelo Partido de Representação Popular (PRP), obtendo 1.090 votos. Ficou como quinto suplente e foi convocado para a 5ª Legislatura (1963-1967).